# Dos caras tiene el destino
Dos caras tiene el destino é uma telenovela mexicana, produzida pela Televisa e exibida em 1960 pelo Telesistema Mexicano.

## Elenco
- Maricruz Olivier .... Marga / Rita
- Magda Guzmán
- Alicia Montoya
- Aurora Molina
- José Solé
- Marco de Carlo
- Rafael Bertrand
- Rafael Llamas
- Julio Monterde
- Magda Donato
- Pilar Souza
- Armando Arriola
- Carmen Salas
- Luis Beristáin